# Неброво-Мале
Неброво-Мале (пол. Nebrowo Małe, нім. Klein Nebrau) — село в Польщі, у гміні Садлінки Квідзинського повіту Поморського воєводства.
Населення — 275 осіб (2011).
У 1975-1998 роках село належало до Ельблонзького воєводства.

## Демографія
Демографічна структура станом на 31 березня 2011 року:
|          | Загалом | Допрацездатний вік | Працездатний вік | Постпрацездатний вік |
| -------- | ------- | ------------------ | ---------------- | -------------------- |
| Чоловіки | 136     | 29                 | 101              | 6                    |
| Жінки    | 139     | 32                 | 88               | 19                   |
| Разом    | 275     | 61                 | 189              | 25                   |